# Hrvatski brevijar
Hrvatski brevijar je najveća tiskana knjiga na glagoljici u Hrvatskoj. Autorica je Dunja Lakuš. Knjiga je u četiri toma s više od tri tisuće stranica. S lijeve strane je glagoljično pismo, s desne latinično pismo. Bez fotografija i glagoljičnog pisma ima preko 1200 kartica. Autor projekta i urednik izdanja je Feđa Aaron Bučić. Uvodne riječi napisali su: mons. Nikola Eterović, Adalbert Rebić, fra Bonaventura Duda i splitska klarisa i pjesnikinja s. Marija od Presvetog Srca Anka Petričević. Knjigu je objavila Zaklada Rhema, koju je osnovala skupina ljudi koja nastoji u živote ugrađivati kršćanske vrijednosti, a među ostalim je osnovana radi promicanja kršćanske vrijednosti, potpore u duhovnom rastu, promicanje ekumenskih vrednota i dijaloga među vjerskim zajednicama. Knjiga je jedinstvena i pokazuje činjenicu da su Hrvati jedini katolički narod koji je od samih početaka prihvaćanja kršćanstva Riječ Božju slušao na svom jeziku. Knjigu su sudionici projekta radili devet godina. Hrvatski brevijar podsjeća je o tome kako su Hrvati izricali svoju vjeru kroz molitvu i kako se ona događala u književnosti, povijesti, poeziji, kroz različite ljudske živote. Ističu se brojne molitve i mise, kao i pobožnost Isusu Kristu, a poglavlja su posvećena Presvetom Trojstvu, Duhu Svetom i Svetom Križu. Opisano je više od 120 Gospinih svetišta diljem krajeva gdje žive Hrvati, te veliki broj molitava posvećenih Majci Božjoj. Opisan je pobožnost hrvatskog naroda izvan domovine, te se nalazi i nekoliko stotina fotografija svetišta i crkava.